# Sofa (guerrero)
Sofa significa guerrero en el idioma Mandinka, que era el lenguaje común en  África occidental antes de la colonización. Los sofas fueron como la espina dorsal de la infantería mandinga, aunque también hubo caballería sofas. Fueron importantes tanto en la formación como en la extensión del imperio de Malí, durante el siglo XIII y el XIV. Los sofas también lucharían, en diferentes capacidades, en los ejércitos de estados posteriores de Mandé, como los imperios  Bamana y Wassoulou.
Según Ibn Battuta y otros viajeros que visitaron el imperio durante su apogeo, el ejército tenía 100.000 sofas a disposición de los mansa. Alrededor 10 000 de estos sofas sirvieron como guerreros de caballería, los llamados mandekalu. En el siglo XI, los Mandinga entraron en contacto con los Soninké del formidable Imperio de Wagadou. Los Soninké formaron la primera gran fuerza de combate organizada en África Occidental, y los mandekalu se convirtieron en una importante fuente de esclavos para el imperio. Para combatir las incursiones esclavistas de Wagadou, los Mandekalu se refugiaron en las montañas entre Kri y Kri-Koro alrededor de Niagassala.

## Etimología
La palabra sofa se traduce al español como "padre del caballo" ("so" significa caballo y "fa" significa "padre") o "guardián del caballo". Este término se deriva de la función original del sofa como cuidador del caballo o los caballos de los comandantes de caballería de los Mandinga llamados "farari".

## Equipamiento
La infantería, los sofas, eran las tropas de choque del ejército y su mayor componente. En los bosques del imperio, la caballería se reducía al mínimo, convirtiendo a los sofas en el instrumento de guerra por excelencia. Las unidades de sofas estaban compuestas por tres arqueros por cada lancero o espadachín. Los arqueros disparaban mientras las tropas de choque avanzaban, y después las batallas se convertían en un cuerpo a cuerpo hasta que un bando se rendía. 
Debido al papel protagonista de la infantería en estas batallas, los sofas estaban equipados con dos carcajes. El arco era más pequeño que los europeos contemporáneos, y no podía disparar desde muy lejos. Para compensarlo, los sofas utilizaron venenos mortales y flechas incendiarias, especialmente contra las murallas, que estaban a menudo construidas con poco más que paja y troncos.
Las tropas de choque estaban protegidas por un escudo hecho con cuero, madera, o cañas de bambú atadas muy juntas. La característica común en estas protecciones era su tamaño, lo suficientemente grande cubrir desde la rodilla hasta la barbilla. Los sofas llevaban un cuchillo atado al brazo izquierdo y otro en la cintura, y también llevaban dos o tres jabalinas, generalmente envenenadas, junto con una lanza o una espada. Las jabalinas se lanzaban en la fase inicial del combate, antes de que las tropas del choque avanzaran. Después de trabar combate corporal, la batalla consistía en el apuñalar al enemigo protegiéndose con los escudos: ésta era generalmente la parte más corta de la batalla. Después de bastantes muertes, el bando perdedor intentaba retirarse perseguido por la caballería.

## Influencia
Como el imperio se extendió a través del oeste de África, las técnicas de guerra y la estructura de los ejércitos de sofas fueron adoptadas por las poblaciones locales. Cuando el imperio comenzó a desintegrarse, los distintos pueblos que habían estado bajo el dominio y la influencia mandinka como los kaabu y saloum, usaron sofas para conquistar a otros pueblos menos desarrollados. Los maneh, bandas de sofas que abandonaron el territorio del imperio cuando se desintegraba, conquistaron gran parte de Sierra Leona y Liberia a mediados del siglo XVI con la ayuda de la organización ya probada en muchas batallas, auxiliados por guerreros nativos conocidos como sumbas. Durante las guerras que Samory Touré mantuvo contra Francia, organizó a su ejército con sofas armados de rifles modernos y entrenados en técnicas copiadas de las europeas.